# Hockey Vercelli 2020-2021
Questa voce raccoglie le informazioni riguardanti l'Hockey Vercelli nelle competizioni ufficiali della stagione 2020-2021.

## Maglie e sponsor
Lo sponsor tecnico per la stagione 2021-2022 è Erreà, mentre lo sponsor ufficiale è Engas, società di vendita di gas metano ed energia elettrica.
| 1ª divisa | 2ª divisa |

## Organigramma societario
- Presidente: Gianni Torazzo
- Vicepresidente: Alvise Racioppi
- Consigliere: Mirko Brizzi, Paolo Gallione, Roberto Giraudi, Domenico Sabatino
- Segretario: Costantino Zappino

## Organico

### Giocatori
| N° | Naz.                 | Ruolo | Sportivo          |  |  |  |
| -- | -------------------- | ----- | ----------------- |  |  |  |
| 5  | Italia (bandiera)    | P     | Fabio Errico      |  |  |  |
| 6  | Argentina (bandiera) | A     | José Moyano       |  |  |  |
| 9  | Italia (bandiera)    | D     | Marco Motaran     |  |  |  |
| 16 | Italia (bandiera)    | P     | Antonio Lo Priore |  |  |  |
| 17 | Italia (bandiera)    | D     | Matteo Brusa      |  |  |  |
| 19 | Italia (bandiera)    | A     | Peter Heimi       |  |  |  |
| 29 | Italia (bandiera)    | D     | Sebastiano Schena |  |  |  |
| 46 | Italia (bandiera)    | D     | Perroni Andrea    |  |  |  |
| 96 | Italia (bandiera)    | D     | Giorgio Maniero   |  |  |  |
| 99 | Italia (bandiera)    | A     | Oscar Ferrari     |  |  |  |

### Staff tecnico
- Allenatore:  Paolo De Rinaldis